# Грушинский, Николай Пантелеймонович
Никола́й Пантелеймо́нович Груши́нский (25 ноября 1915, Тамбов ― 25 апреля 2001, Москва) ― советский и российский геофизик,  кандидат технических наук (1946), доктор физико-математических наук (1962), профессор (1964). Награждён медалью «За доблестный труд в Великой Отечественной войне 1941-1945 гг.» (1946).

## Биография
Николай Пантелеймонович Грушинский родился 25 ноября 1915 года в городе Тамбове. Его отец офицер, Пантелеймон Михайлович Грушинский, был участником Первой мировой и гражданской войны, мама ― Лидия Дмитриевна Чичканова. Николай Грушинский в Москве окончил школу-семилетку, поступил на 3-й курс рабфака, который окончил в 1933 году. В 1933 году Николай Пантелеймонович поступил на механико-математический факультет МГУ имени М. В. Ломоносова, окончил с отличием университет в 1939 году. Н. П. Грушинский был принят в ЦНИИГАиК младшим научным сотрудником (с 1939 года), с 1946 года старший научный сотрудник. Николай Пантелеймонович Грушинский участвовал в группе М. С. Молоденского в создании первых отечественных гравиметров и в их испытании в Восточной Сибири. В 1940―1950 годах эти гравиметры обеспечили геологоразведочные съёмки: в 1940 году Н. П. Грушинский проводил гравиметрическую съёмку в Туркмении, в 1946―1947 годах в Армении. 
В 1946 году Николай Пантелеймонович защитил кандидатскую диссертацию на тему «О динамическом температурном эффекте в гравиметрах». Николай Пантелеймонович Грушинский работал в МГУ имени М. В. Ломоносова с 1948 года. В 1954―1957 годах доцентом кафедры гравиметрии механико-математического факультета. Николай Пантелеймонович был заместителем директора ГАИШ (1960―1967), руководителем постоянно действующей морской гравиметрической экспедиции для изучения гравитационных аномалий Мирового океана ГАИШ. C 1968 по 1970 годы работал проректором по научной работе. В 1964―2001 годах Н. П. Грушинский ― профессор кафедры небесной механики и гравиметрии физического факультета МГУ имени М. В. Ломоносова. Николай Пантелеймонович читал курсы в МГУ имени М. В. Ломоносова: «Высшая геодезия», «Основы гравиметрии», «Общая геофизика», «Теория фигуры Земли».
Николай Пантелеймонович Грушинский и Всеволод Владимирович Федынский в 1955 году организуют в ГАИШ постоянно действующую морскую гравиметрию, экспедицию для изучения гравитационного поля Мирового океана. Н. П. Грушинский возглавил в 1956―1957 годах гравиметрический отряд второй Антарктической экспедиции на дизеле-электроходе «Обь».
Н. П. Грушинский в 1962 году организовал в Каире (Египет) станцию для наблюдений ИСЗ, в том же году защитил докторскую диссертацию на тему «Гравитационное поле Земли и некоторые выводы о строении земной коры и фигуре Земли». 
В 1971 году Николай Пантелеймонович Грушинский работал в Канберрском университете в Австралии; в 1972―1973 годах работал в Индии руководителем Проекта ЮНЕСКО «Передовые научные исследования в университетах Индии». 1981-й год Николай Пантелеймонович провёл на Кубе в качестве советника ректора Университета Сантьяго-де-Куба.
Грушинский Николай Пантелеймонович являлся членом Междуведомственной комиссии по изучению Антарктиды при Геофизическом комитете. Профессор Н. П. Грушинский много внимания уделял популяризации науки. Подготовил десять кандидатов наук и четыре доктора наук. 
Николай Пантелеймонович Грушинский умер 25 апреля 2001 в Москве.

## Основные труды
- «В мире сил тяготения» (соавт., 1971),

- «Гравитационная модель коры и верхней мантии Земли» (соавт., 1979),

- «Антарктида» (соавт., 1988)

Учебники
- «Теория фигуры Земли» (1963),

- «Гравитационная разведка» (соавт., 1966).
- Грушинский Н. П., Сажина Н. Б. Гравитационная разведка. — 2-е.. — М.: Недра, 1972. — 388 с.

Учебные пособия
- «Введение в гравиметрию и гравиметрическую разведку. К 250-летию со дня рождения М. В. Ломоносова» (1961),

- «Основы гравиметрии» (1983).